# 名切万里菜
名切 万里菜（なきり まりな、1988年11月25日 - ）は、日本のフリーアナウンサー。シグマ・セブン所属。

## 略歴
長崎県長崎市出身。大学時代はマスコミ研究会「ハトムネット」に参加していた。
青山学院大学文学部教育学科卒業。2011年、NHK長崎放送局契約キャスターに就任。『ながさきナビゲーター ヒルミテ』を担当。同期は福居万里子（現在：熊本放送）。
2013年9月29日未明に放送された『今夜も生でさだまさし』では、柴崎尚美と共にゲスト出演し、さだまさしにカステラをプレゼントした。
2015年3月、NHK長崎放送局との契約を終了し、福島テレビの契約アナウンサーとして移籍。『FTV みんなのニュース』月曜 - 水曜のニュースキャスターを務めた。
2017年3月、福島テレビを退社。
2017年4月からはライムライトに所属し、日テレNEWS24のキャスターにも就任。
2019年9月末をもって日テレNEWS24のキャスターを退任。
2020年6月、シグマ・セブンeに所属する。
2021年10月、日テレNEWS24のキャスターに再度就任。
2022年7月1日付でシグマ・セブンeからシグマ・セブンへ移籍。

## 人物
- 趣味は、日本舞踊・動物園や水族館めぐり[2]。
- 特技は、似顔絵・金魚すくい・動物に関する知識[2]。
- うさぎを育てている。

## 出演

### NHK長崎放送局
- ながさきナビゲーター ヒルミテ（2013年4月3日 - 2015年3月19日）

### 福島テレビ
- FTV みんなのニュース（2015年3月 - 2017年3月）月曜 - 水曜担当ニュースキャスター
- FTVニュース（不定期）

### フリー
- Wake-Up News、Market News、Morning News（2017年4月 - 、日テレNEWS24）月曜キャスター
- Late Afternoon News、Evening News、Daily Planet（2017年4月 - 2019年9月、日テレNEWS24）水曜キャスター
- Pre-Dawn Update、Early Morning News（2017年4月 - 2019年9月、日テレNEWS24）木曜キャスター